# Steven Kitshoff

a Compétitions nationales et continentales officielles uniquement.

b Matchs officiels uniquement.
Dernière mise à jour le 25 février 2025.
Steven Kitshoff, né le 10 février 1992 à Somerset West (Afrique du Sud), est un joueur international sud-africain de rugby à XV évoluant au poste de pilier gauche. Il mesure 1,83 m pour 120 kg.

## Carrière

### En club
Steven Kitshoff a commencé sa carrière professionnelle en 2011 avec l'équipe de la Western Province en Vodacom Cup, et ensuite, il fait également ses débuts en Currie Cup.
En 2011 toujours, il découvre le Super Rugby avec la franchise des Stormers, avec qui il disputera 61 matchs sur une période de cinq saisons.
Il quitte en 2015 son pays natal pour la France en rejoignant l'Union Bordeaux Bègles qui évolue en Top 14.
Après deux saisons avec le club girondin, il décide de retourner jouer dans son pays, avec son ancienne équipe des Stormers, afin de rester sélectionnable avec les Springboks.
En 2023, il s'engage pour trois saisons avec la province irlandaise de l'Ulster. Il ne reste toutefois qu'une seule saison, avant de faire son retour aux Stormers pour la saison 2024-2025.
Fin février 2025, n'ayant pas joué de la saison à cause d'une grave blessure au cou, il annonce être contraint de mettre un terme à sa carrière à cause de cette blessure.

### En équipe nationale
Steven Kitshoff joue avec l'équipe d'Afrique du Sud des moins de 20 ans dans le cadre du championnat du monde junior 2012. Il est alors sacré champion du monde après la victoire de son équipe en finale contre la Nouvelle-Zélande.
Il est appelé pour la première fois avec l'équipe d'Afrique du Sud en juin 2016. Il obtient sa première cape internationale le 25 juin 2016 à l'occasion d'un test-match contre l'équipe d'Irlande à Port Elizabeth.
En 2019, il est retenu par sélectionneur Rassie Erasmus dans le groupe de 31 joueurs pour disputer la Coupe du monde au Japon. Derrière Tendai Mtawarira, il est remplaçant pour la majorité de la compétition, dont la finale face à l'Angleterre que son équipe remporte.
Quatre ans plus tard, il est retenu dans le groupe de 33 joueurs pour disputer la Coupe du monde 2023 en France. Son équipe est à nouveau sacrée championne du monde, à l'issue de la finale remportée face aux All Blacks. D'un point de vue personnel, il dispute les sept matchs de son équipe, dont cinq comme titulaire.

## Palmarès

### En club
- Vainqueur de la Currie Cup en 2012 avec la Western Province.
- Finaliste de la Currie Cup en 2013 et 2015 avec la Western Province.
- Vainqueur de l'United Rugby Championship en 2022 avec les Stormers.
- Finaliste de l'United Rugby Championship en 2023 avec les Stormers.

### En sélection
- Vainqueur du championnat du monde junior en 2012.
- Vainqueur du Rugby Championship 2019.
- Vainqueur de la Coupe du monde en 2019 et en 2023.

## Statistiques
Steven Kitshoff compte 83 capes en équipe d'Afrique du Sud, dont vingt-neuf en tant que titulaire, depuis le 25 juin 2016 contre l'équipe d'Irlande à Port Elizabeth. Il a inscrit deux essais (10 points).
Il participe à sept éditions du Rugby Championship en 2016, 2017, 2018, 2019, 2021, 2022 et 2023. Il dispute trente-quatre rencontres dans cette compétition.
Il participe également à deux Coupe du monde (2019 et 2023), au cours desquelles il joue chaque fois les sept matchs de son pays.